# Televisión en Cuba

Emblema del Instituto de Información y Comunicación Social.

La Televisión en Cuba es administrada por el Instituto de Información y Comunicación Social bajo la marca de Televisión Cubana.

## Historia
La Televisión en Cuba se inaugura oficialmente el 24 de octubre de 1950, con la salida al aire de Canal 4 perteneciente a Unión Radio TV. Posteriormente el 21 de marzo de 1951 inicia sus servicios regulares Canal 6 de CMQ TV.
Lo primero emitido por el Canal 4 fue una cajetilla de cigarros Competidora Gaditana con un jingle de Ñico Saquito, y la inauguración contó con el primer control remoto para televisión desde el Palacio Presidencial, con las palabras del entonces Presidente de la República, Carlos Prío. Por la noche se transmitió una gran fiesta en los jardines de la casa, a la cual asistieron estrellas mexicanas, como Pedro Armendáriz y cubanas como Carmen Montejo y Raquel Revuelta, y, por supuesto, Gaspar Pumarejo en primer plano, ya famoso como locutor de radio. El 18 de diciembre de ese mismo año salió al aire el Canal 6, de Goar Mestre, con un programa dramático de tensión escrito por Marcos Behemaras y protagonizado por Alejandro Lugo.
En 1958 el país contaba con 25 transmisores de televisión con una potencia de 150,5 kW, instalados en La Habana, Matanzas, Santa Clara, Ciego de Ávila, Camagüey, Holguín y Santiago de Cuba. El servicio estaba organizado en tres cadenas nacionales con 7 transmisores cada una. Estas eran CMQ TV, Unión Radio TV y Telemundo. Los 4 transmisores restantes estaban instalados, 3 en La Habana y 1 en Camagüey. El 19 de marzo de 1958 fue inaugurado el Canal 12, propiedad de Gaspar Pumarejo y que fue el primer canal en transmitir completamente en color, siendo la primera estación de su tipo fuera de los Estados Unidos.
También en 1959, nació el primer canal fuera de la capital cubana, era el Canal 11 Televisión Camagüey, propiedad de Don Pancho, célebre personaje de los medios de comunicación en Camagüey. Este canal local transmitía desde la plaza de Las Mercedes y durante casi 18 horas diarias, tenía su noticiero local. Periodistas como Michel Wilcox Portell y Jose Luis Cadenas fueron fundadores de esa planta de TV. se mantuvo transmitiendo durante poco tiempo y fue desarticulado para llevar sus equipos y transmisores a la capital del país y a Santiago de Cuba. El equipo de telecine que tenía TV Camagüey era de los más modernos en Cuba y paso a propiedad del ICAIC, las cámaras se llevaron para el recién creado ICR en La Habana y estuvieron utilizandose hasta bien entrada la década del los 70 del pasado siglo en el edificio Radiocentro, en el FOCSA y en P y 23.
El 6 de agosto de 1960, tras los sucesos de la revolución cubana y el establecimiento del estado comunista unipartidista, la televisión cubana fue expropiada y nacionalizada, junto a otras compañías norteamericanas que operaban en la isla, la "Cuban Telephone Co." y su filial "Equipos Standard de Cuba S.A.", esta última creada para el ensamblaje de centrales y aparatos telefónicos. El resto de las empresas privadas fueron expropiadas y nacionalizadas paulatinamente, para pasar a formar parte del Ministerio de Comunicaciones. Las filiales de las empresas extranjeras que operaban los servicios internacionales, pasaron a ser supervisadas por el Ministerio de Comunicaciones, aunque las empresas mantenían su independencia económica.
La radio y la televisión después de la expropiación y nacionalización pasaron a formar parte del Instituto Cubano de Radio y Televisión y en 1968 los transmisores de radio y televisión, así como los programas comenzaron a ser operados por el Ministerio de Comunicaciones, y por ende, por el estado cubano.
Un año más tarde la distribución y comercialización de la prensa escrita pasa a formar parte también de las responsabilidades de este organismo.
Innumerables serían los eventos en los que la televisión cubana ha estado presente, lo que la hace que se presente como el medio más importante de comunicación de este país, señalaremos, algunos de estos:
El 13 de enero de 1981, en la Emisión Estelar del Noticiero Nacional de Televisión, apareció en vivo ante las cámaras del popular espacio y apoyado en un mapa grande de papel, para la primera presentación del parte del tiempo en la televisión cubana, a cargo de un especialista.

## Salto a la televisión digital
Desde 2012 que se comenzó a desarrollar la televisión digital hasta el día de hoy, la cobertura de la señal de televisión digital en Cuba alcanza un 60% del territorio nacional y se encuentran en manos de la población más de un millón de receptores de señal, ya sean televisores híbridos o las llamadas «cajitas». Desde el inicio se comenzó a utilizar al norma China (DMTB).
Cuba ha definido un plan en el cual se apagarón dos canales analógicos en la sona occidental el Canal Educativo y el Canal Educativo 2 (TeleSur). Para en finales de 2022 en la zona central y en 2023 en el oriente del país. El haber mencionado esta fecha tan lejana ha generado preocupación en algunos. El apagón ha sido programado en tres zonas que pueden migrar en orden independiente y que responde solo a condiciones técnicas específicas. La numeración de las zonas tampoco tiene que ver con el orden en que será el apagón. La velocidad de la migración dependerá de la disponibilidad económica que tenga el país.

## Canales
Actualmente en Cuba existen 5 canales por transmisión analógica, y 8 por transmisión digital, incluidos 4 en HD, además de una señal internacional; todos forman parte del sistema de televisión público, Televisión Cubana, y la existencia de canales privados es nula, debido al control estatal de la televisión en Cuba. Junto a ello, existen 16 Telecentros o canales provinciales los cuales emiten programación local insertada dentro de la señal de Canal Educativo, enfocando su programación fundamentalmente en la información y la cultura de sus respectivos territorios, aunque cuentan con espacios fijos en la parrilla de programación nacional. Adicionalmente cada capital provincial y otros municipios relevantes tienen un canal de televisión de alcance local. 
Existe una Casa Productora de telenovelas, seriados, policiacos y aventuras; además de la Empresa RTV Comercial, con un sistema de gestión diferente y que se encarga de la producción de los grandes eventos musicales, consursos, programas humorísticos,  entre otros. Los programas de procedencia extranjera son fundamentalmente de Brasil, Estados Unidos, España y Francia.
Los canales nacionales en estos momentos son: Cubavisión (antiguo Canal 6), con programación variada las 24 horas; Tele Rebelde (antiguo Canal 5), con una programación deportiva; Canal Educativo, programación educativa y didáctica; Canal Educativo 2, dedicado a la señal abierta de la multinacional TeleSur; Multivisión canal que proyecta programas de varias cadenas televisivas extranjeras previo acuerdo y que transmite 24 horas; Canal Clave, con una programación musical y MiTv, dedicado exclusivamente a programación infantil, este comparte la señal con el Canal Habana, estos son posibles de sintonizarlos en todo el territorio nacional mediante la televisión digital terrestre; Cubavisión Internacional, que solo es transmitida mediante la televisión digital terrestre en la isla. Además en estos momentos se cuenta con cuatro canales de alta definición; Canal Caribe,Cubavisión HD (anteriormente llamado Cubavisión Plus), Tele Rebelde HD, y RT en Español el primero canal exclusivo de noticias; el segundo de programación variada, utilizando la programación del canal Cubavisión realizada en país en alta definición además de otros programas y cine en esta tecnología; el tercero repite en alta definición la señal del canal deportivo y el cuatro transmite la señal del canal ruso RT en español.  
El canal internacional por satélite, Cubavisión Internacional, fue fundado el 1 de marzo de 2003, con una transmisión de 24 horas diarias de programación en idioma español, (con perspectivas de establecer próximamente una emisión en idioma inglés), con una audiencia potencial en la actualidad de 18 millones de abonados en la actualidad. Su cobertura abarca Europa, América Latina, el Caribe y el continente asiático. 
Es sistema de la televisión cubana cuenta con alrededor de 5.212 trabajadores en todo el país, incluido la emisión en idioma inglés de TeleSur, el cual se transmite desde Cuba. 

### Canales de televisión
| Logo | Nombre                    | Programación              | Inicio de transmisiones         | Propietario      | Operado                                                          | Cobertura                | Web                      |
| ---- | ------------------------- | ------------------------- | ------------------------------- | ---------------- | ---------------------------------------------------------------- | ------------------------ | ------------------------ |
|      | Cubavisión                | Generalista               | 21 de marzo de 1951 (74 años)   | Gobierno de Cuba | Instituto de Información y Comunicación Social Televisión Cubana | Nacional                 | Cubavisión               |
|      | Cubavisión HD             | Generalista               | 3 de diciembre de 2018 (6 años) | Gobierno de Cuba | Instituto de Información y Comunicación Social Televisión Cubana | Nacional                 | Cubavisión HD            |
|      | Tele Rebelde              | Deportes                  | 22 de julio de 1968 (57 años)   | Gobierno de Cuba | Instituto de Información y Comunicación Social Televisión Cubana | Nacional                 | Tele Rebelde             |
|      | Canal Educativo           | Educativo                 | 9 de mayo de 2002 (23 años)     | Gobierno de Cuba | Instituto de Información y Comunicación Social Televisión Cubana | Nacional                 | Canal Educativo          |
|      | Canal Educativo 2 TeleSur | Generalista e informativo | 18 de abril de 2004 (21 años)   | Gobierno de Cuba | Instituto de Información y Comunicación Social Televisión Cubana | Nacional                 | TeleSUR                  |
|      | Multivisión Temático      | Generalista               | 7 de julio de 2008 (17 años)    | Gobierno de Cuba | Instituto de Información y Comunicación Social Televisión Cubana | Nacional                 | Multivisión              |
|      | Mi TV                     |                           |                                 | Gobierno de Cuba | Instituto de Información y Comunicación Social Televisión Cubana | Nacional                 |                          |
|      | Canal Clave               | Música                    | 10 de junio de 2013 (12 años)   | Gobierno de Cuba | Instituto de Información y Comunicación Social Televisión Cubana | Nacional                 | Canal Clave              |
|      | Canal Caribe              | Noticias                  | 14 de marzo de 2007 (8 años)    | Gobierno de Cuba | Instituto de Información y Comunicación Social Televisión Cubana | Nacional                 | Canal Caribe             |
|      | Cubavisión Internacional  | Generalista               | 26 de julio de 1986 (39 años)   | Gobierno de Cuba | Instituto de Información y Comunicación Social Televisión Cubana | Nacional e internacional | Cubavisión Internacional |

### Territoriales
- Canal Habana (La Habana)
- Telepinar (Pinar del Río)
- ArTV (Artemisa)
- Telemayabeque (San José de las Lajas)
- Islavisión (Isla de la Juventud)
- TV Yumuri (Matanzas)
- Telecubanacan (Santa Clara)
- Perlavisión (Cienfuegos)
- Centrovisión Yayabo (Sancti Spíritus)
- TV Avileña (Ciego de Ávila)
- Televisión Camagüey (Camagüey)
- Tunasvisión (Las Tunas)
- Telecristal (Holguín)
- CNCTV (Bayamo)
- Teleturquino (Santiago de Cuba)
- Solvisión (Guantánamo)

### Municipales
- Sandinovisión (Sandino)
- Guines TV (Guines)
- Telemar (Santa Cruz del Norte)
- Telebandera (Cardenas)
- Centro Norte TV (Caibarién)
- Saguavisión (Sagua la Grande)
- Morón TV (Morón)
- Nuevavisión (Nuevitas)
- Gibaravisión (Gibara)
- Moa TV (Moa)
- Golfovisión (Manzanillo)
- Portadavisión (Niquero)
- Palma TV (Palma Soriano)
- Primadavisión (Baracoa)
- Canal Azul (Puerto Padre)

El Ejército de Estados Unidos posee un canal de televisión que sirve a las tropas en la Base Naval de Guantánamo:
- NBW 8 (AFN), estación militar en la Bahía de Guantánamo

## Programación
La programación diaria de la televisión cubana aparece en el Portal de la TV Cubana

- Cubavisión
- TeleRebelde
- Canal Educativo
- Multivisión